# 4. Międzynarodowy Festiwal Filmowy w Wenecji
4. Międzynarodowy Festiwal Filmowy w Wenecji odbył się w dniach 10–31 sierpnia 1936 roku.
Jury pod przewodnictwem założyciela imprezy Giuseppe Volpiego przyznało nagrodę główną festiwalu, Puchar Mussoliniego za najlepszy film zagraniczny, niemieckiemu obrazowi Kalifornijski cesarz w reżyserii Luisa Trenkera. Za najlepszy film włoski uznano Biały szwadron w reżyserii Augusto Geniny.